# Emil Meßthaler

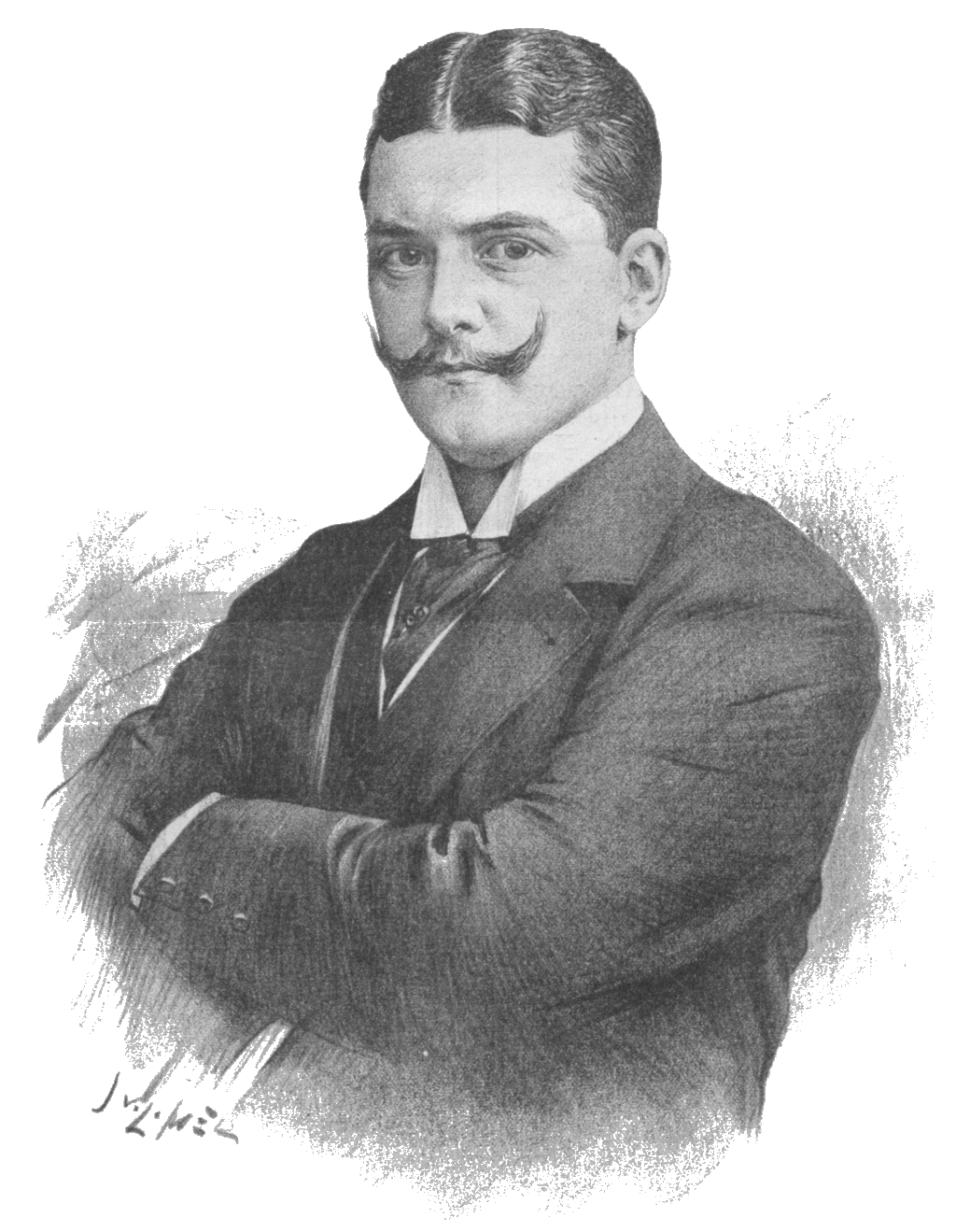
Emil Meßthaler (von Jan Vilímek, 1896)

Emil Meßthaler, auch Emil Messthaler (* 20. Juni 1869 in Landshut; † 7. Januar 1927 in München) war ein deutscher Schauspieler, Regisseur und Theaterdirektor.

## Leben
Meßthaler war der Sohn eines wohlhabenden Hotelbesitzers. Er begann seine Bühnenlaufbahn im Jahr 1891 am Gärtnerplatztheater in München. 1893 ging er im Rollenfach als jugendlicher Held und Liebhaber nach Dresden.
1894 gründete er das Münchner Gastspielensemble Theater der Moderne, mit dem er auf Tournee in Leipzig, Halle (Saale), Hannover, Bremen, Aachen, Wiesbaden und mehreren Städten in den Niederlanden gastierte. Später realisierte er in München doch noch mit Hilfe von Geldgebern seinen schon seit 1894 gehegten Traum eines „Feenpalastes“ als festes Haus für seine Schauspieltruppe und konnte am 26. September 1896 das exklusive Deutsche Theater, den „Palast des Lächelns“, eröffnen – mit Räumlichkeiten für 6.000 Personen, darunter Cafés, Wein- und Bierrestaurants mit Terrasse und Wintergärten, fünf Speiselokale, ein Billardsaal, ein Theatersaal mit 2.000 Plätzen, in dem Meßthaler sein Theater der Moderne etablieren wollte, ein Konzertsaal, ein Rauchsalon, 20 Läden, zwei Kegelbahnen und anderem mehr. Doch schon bald berichtete die Presse von Unkorrektheiten und Betrügereien des „Glücksritters“ Meßthaler, der schon ab 1. Oktober 1895 sein Direktorengehalt bezogen und seine Arbeit als Theaterleiter aufgenommen hatte. Die immensen Bausummen wurden bekannt, die erhofften Besucherzahlen blieben dagegen aus. Schon nach einem Monat Laufzeit, am 30. Oktober 1896, wurde Meßthaler von seinen Geldgebern fristlos gekündigt. Ein Jahr später wurde das Theater zwangsversteigert und vom Zirkusbesitzer Hugo Oertel (1858–??) als reines Vergnügungslokal weiterbetrieben.
In diesen Jahren war Meßthaler Mitglied des Künstlerstammtisches in der berühmten Torggelstube, einem Nebenraum des Hofbräuhauses.

## Intimes Theater Nürnberg
Meßthaler, „sicherlich ein gescheiter Kopf“, aber „ein von wenigen geliebter und von vielen gemiedener Mann des Theaters“, zog nach Nürnberg, der einzigen deutschen Stadt ohne Theaterzensur. Dort kaufte er das Varieté Wolfsschlucht in der Theatergasse und baute es – nach dem Vorbild des 1895 von Max Halbe in München gegründeten gleichnamigen Theaters – zum Intimen Theater um. Nach dessen Eröffnung am 22. Dezember 1900 spielte er selbst bevorzugt dekadente, pathologische Charaktere und brachte als damals jüngster Theaterdirektor Deutschlands Frank Wedekinds Stücke Die Büchse der Pandora (1904) und Totentanz (1906) zur Uraufführung. Meßthaler war seit 1895/1896 mit Wedekind befreundet und wurde dessen Förderer. Wedekind bezeichnete seinen Förderer als „Vorkämpfer moderner deutscher Dichtung“ und nahm den geschäftstüchtigen Theatermann zum Vorbild für seinen Marquis von Keith. Tilly Wedekind urteilte über ihn: „Er war ein gutaussehender Mann, allerdings für meinen Geschmack zu geschniegelt.“
Im Jahr 1908 verpachtete Meßthaler sein Theater, ging mit seinem Ensemble auf Gastspielreisen und ließ in München sein neues Kabaretttheater Bonbonnière am Kosttor bauen, „Münchens Nobel-Kabarett“. Doch auch dieses kleine Theater gab er 1911 schon wieder auf und verkaufte es zum Jahreswechsel an Hans Gruß.

## Schriften
- Messthaler’s Sammlung moderner Dramen, Verlag M. Höher, München 1895
- Das Theater der Modernen (Direktion: Emil Meßthaler) in Leipzig, Verlag Regel, Leipzig 1894